# Jardín del Edén de Isla Reunión
El Jardín del Edén, o en francés, Jardin d'Éden, es un parque paisajista y etnobotánico. Este jardín botánico se encuentra situado en Saint-Gilles, perteneciente a la comunidad de Saint-Paul, en la costa oeste de la isla de La Reunión.
Es un parque paisajista estilo inglés con 2,5 hectáreas de extensión que alberga unas 700 especies vegetales tropicales, tanto propias de la isla como traídas de otras zonas tropicales, requiriendo unas tres horas de visita.

## Localización
El Jardín del Edén se encuentra en la costa oeste de la isla de La Reunión en el Océano Índico. Su dirección es Jardin d'Éden, 155, route Nationale 1, l'Hermitage-les-Bains, Saint-Paul, Île de la Réunion, France-Francia. 

## Historia
Fue creado en 1990 por Philippe Kaufmant, un ingeniero agrónomo y apasionado de la botánica, diseñado como un parque paisajista inglés, en una propiedad que tenía doscientos años de historia. 

## Colecciones
El jardín botánico presenta un gran número de especies vegetales importadas así como especies endémicas de la isla de La Reunión.
Entre otros se encuentran lichis, mangos, cafetos... que… se desarrollan hasta unas alturas impresionantes, lo que proporciona una sombra agradable para combatir el calor durante el día. También está junto a una playa lo que permite el poder acercarse para un chapuzón. 
El jardín expone las plantas según una agrupación temática:
- Plantas medicinales
- Plantas comerciales (especias, comestibles, frutas...)
- Jardín xen.

Todas ellas con panel explicativo de su utilidad, de su origen, variedades y cultivos.
Entre las ramas de sus árboles también se puede observar al camaleón de la Reunión que aquí encuentra un refugio donde no ser molestado.
El alcalde de l'Hérmitage en la proximidad del jardín hace regularmente un control de las deposiciones que se encuentran en el recinto desde 1990. Estas investigaciones nos permiten confirmar la existencia de especies endémicas que se mencionan en textos antiguos y que actualmente no se localizan. También puede ser un método para identificar nuevas especies. 
Algunos especímenes del jardín:

Especímenes
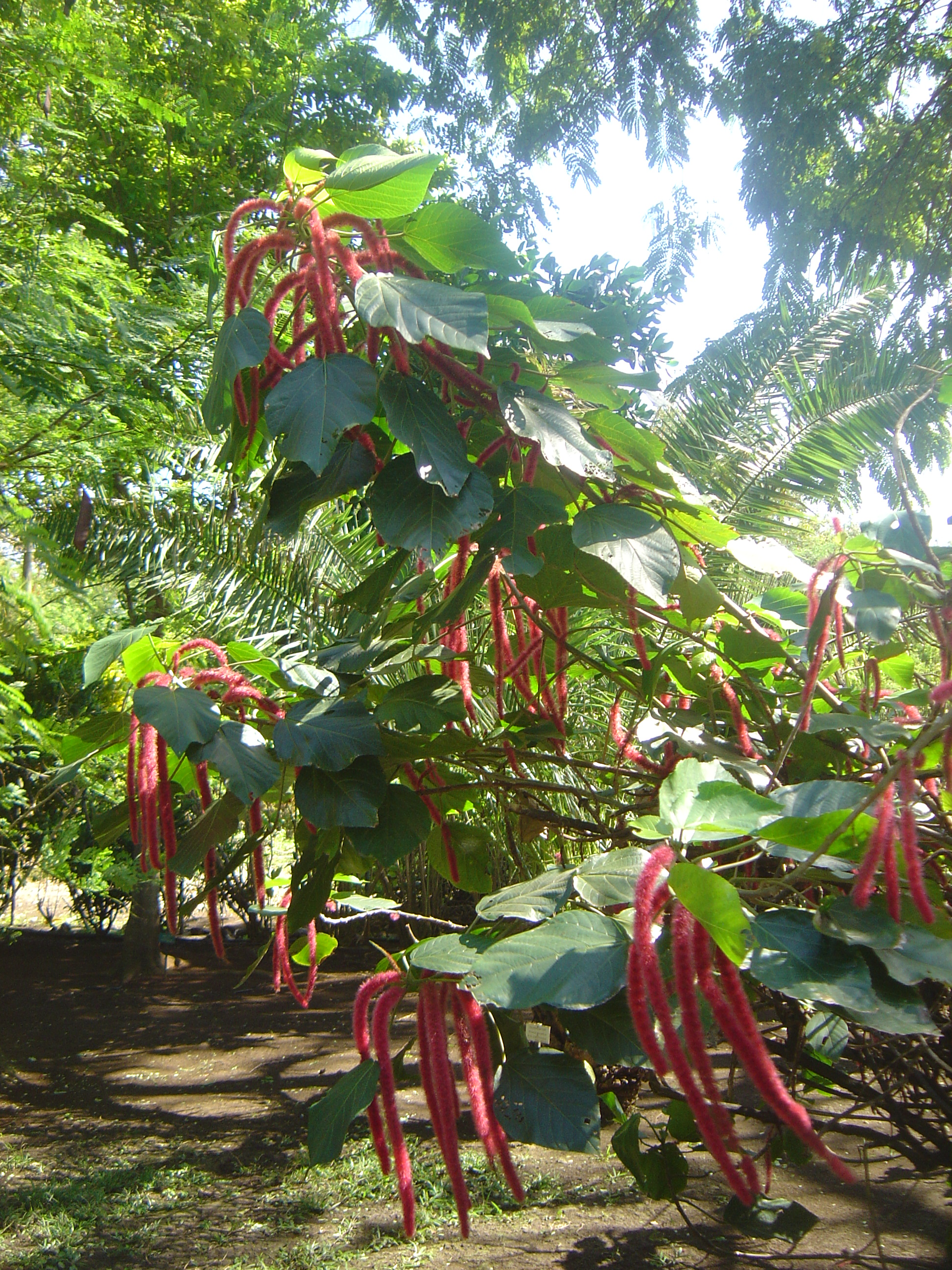
Acalypha hispida
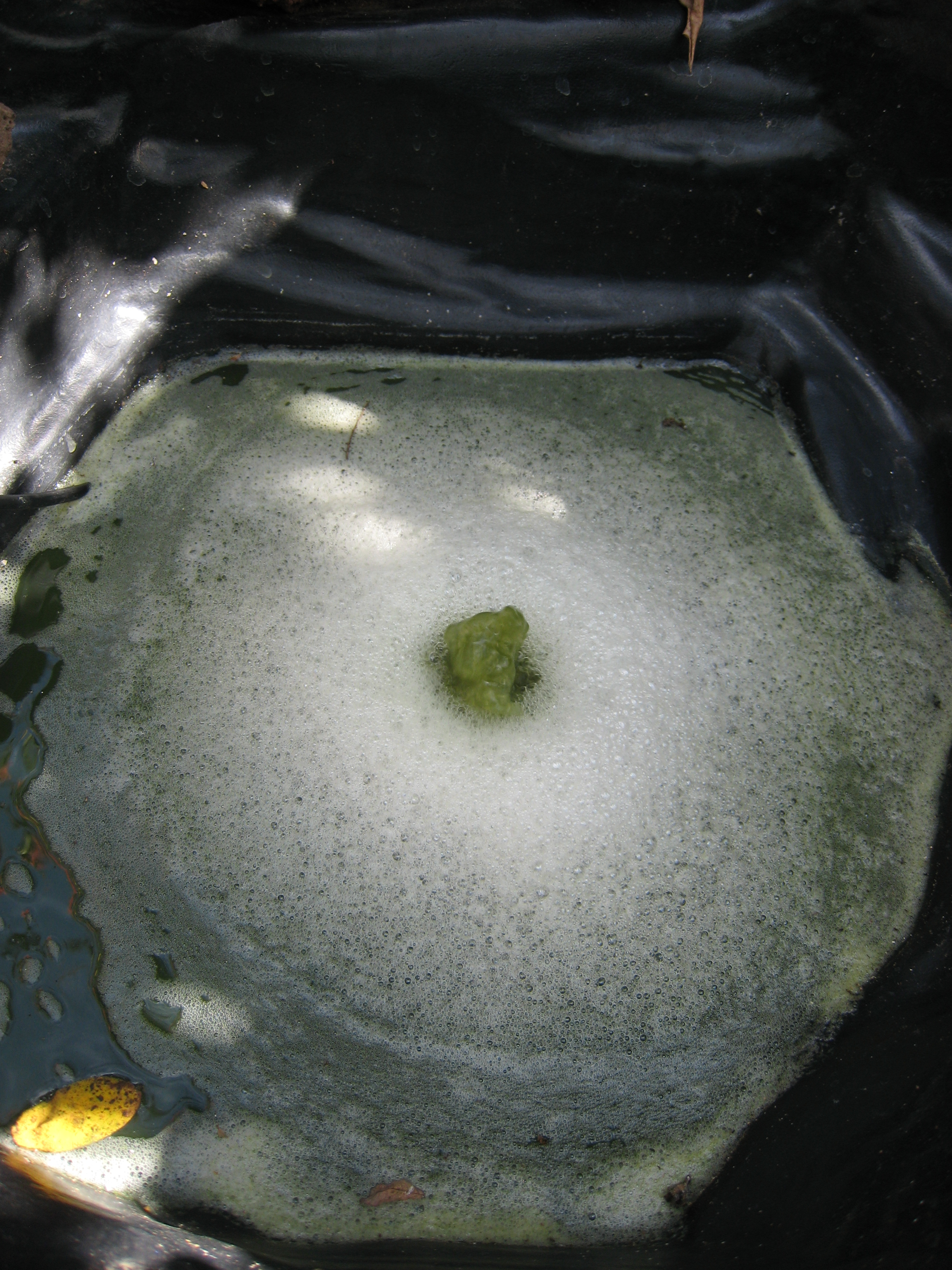
Arthrospira platensis
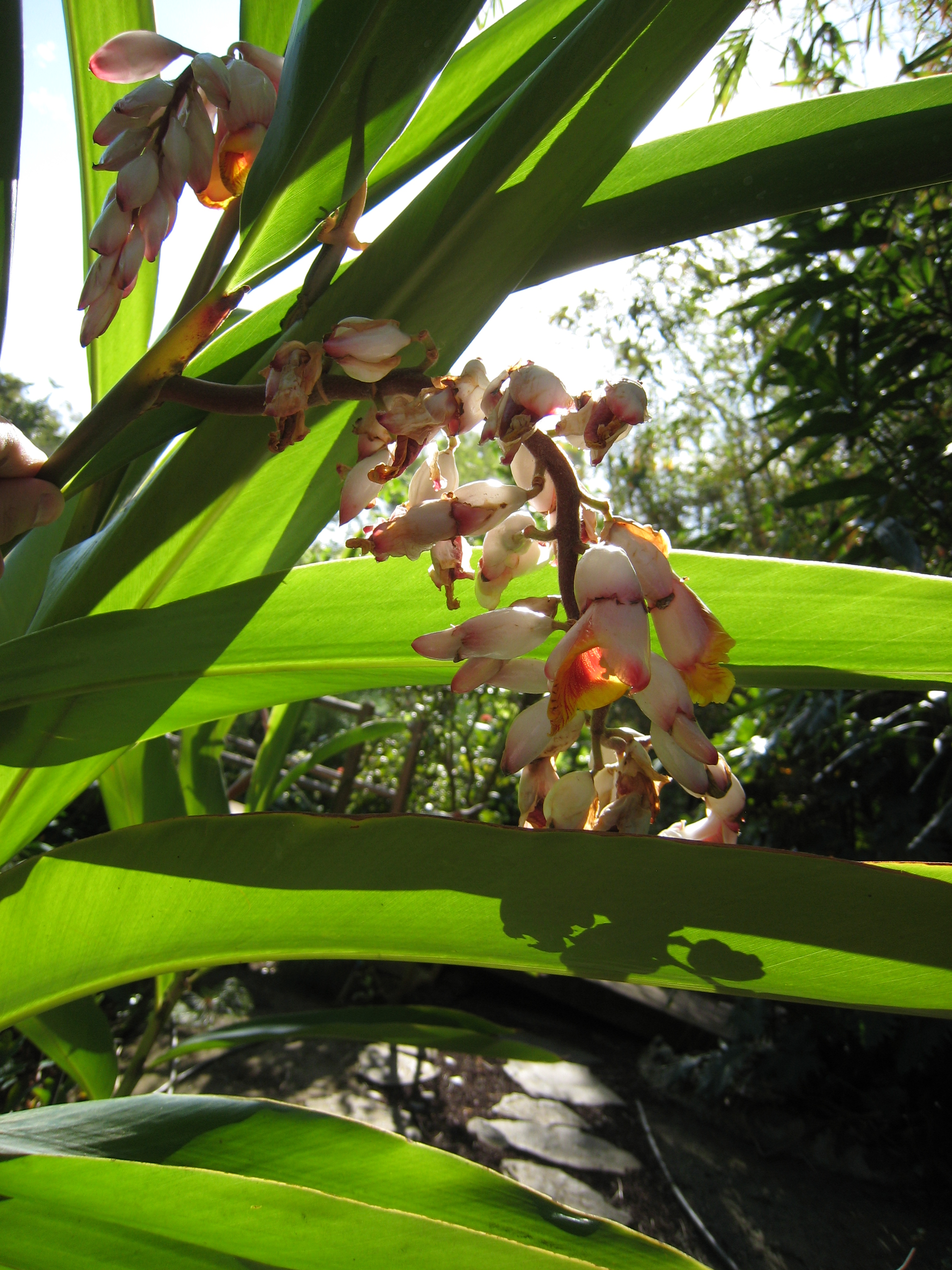
Alpinia zerumbet
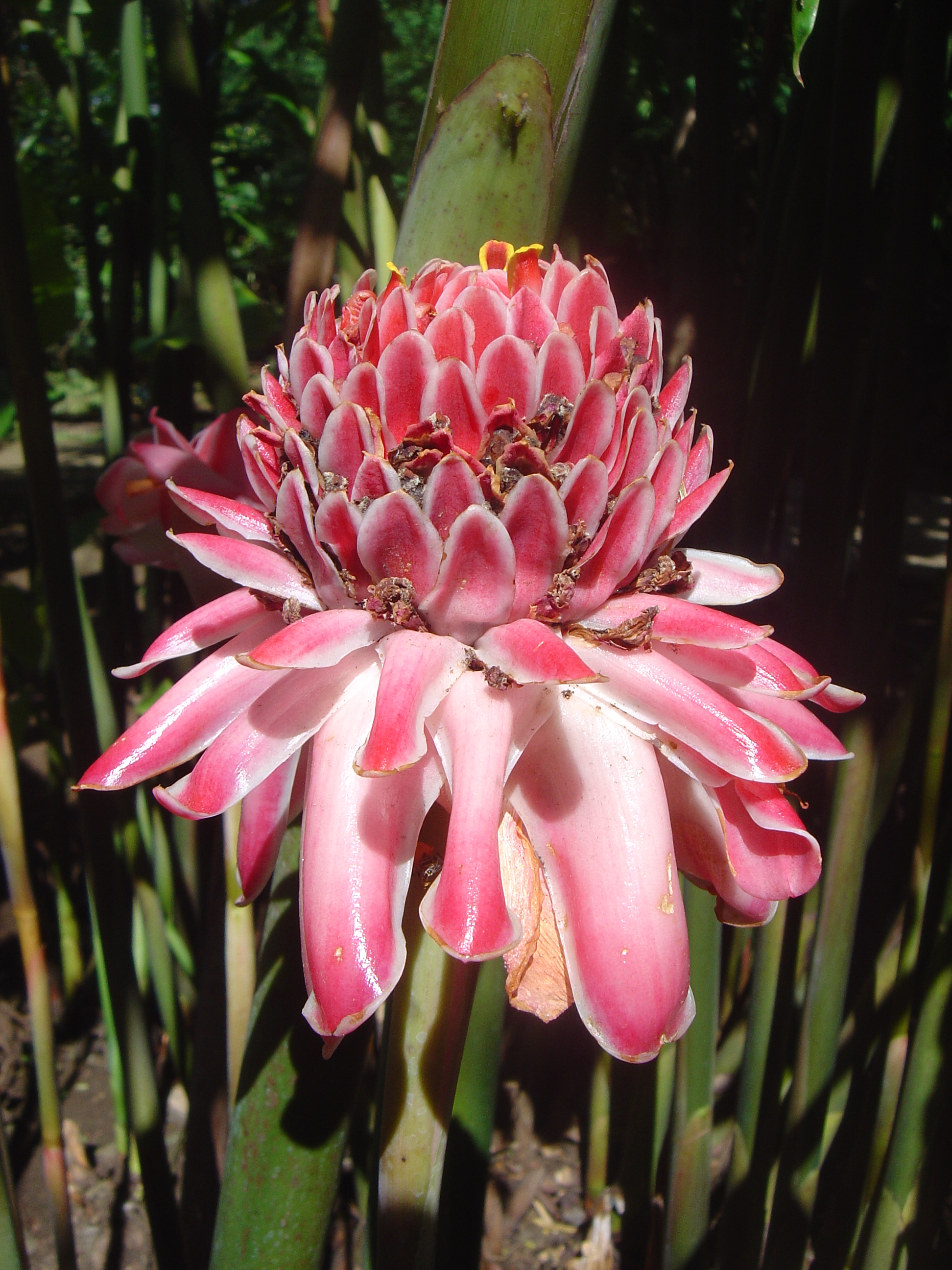
Etlingera elatior
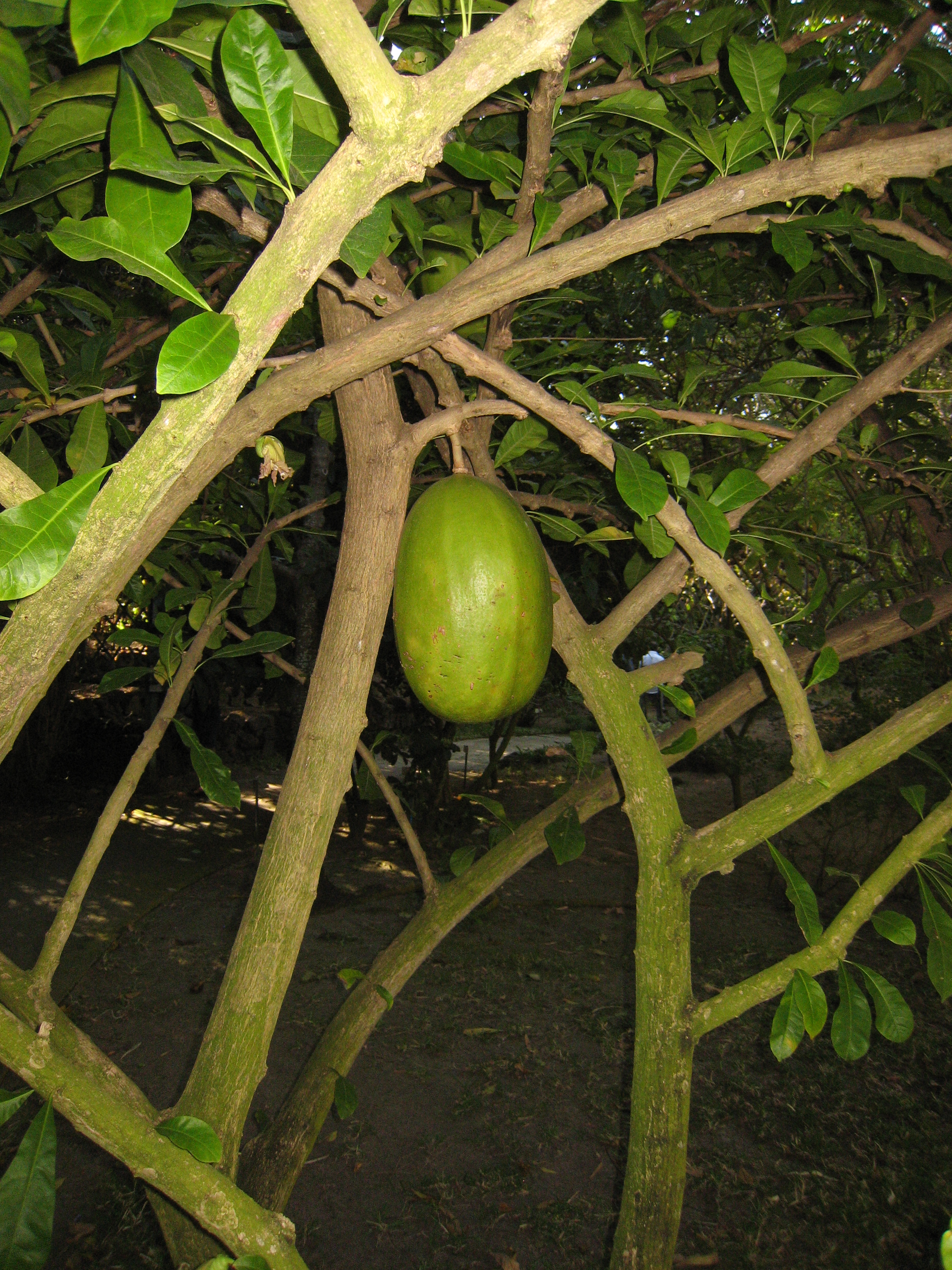
Crescentia cujete
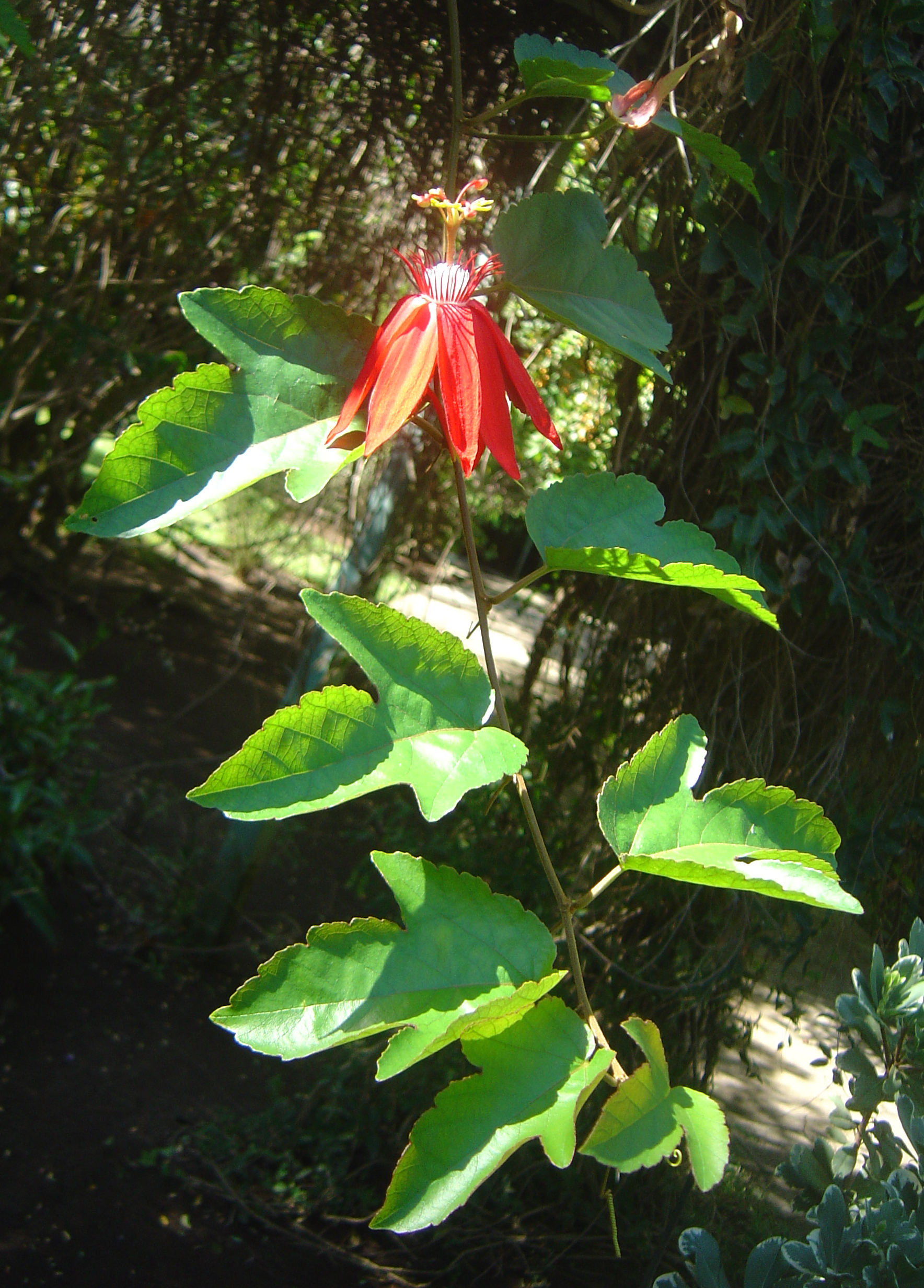
Passiflora vitifolia